# Demetrios (Soldat)
Demetrios (altgriechisch Δημήτριος Dēmḗtrios; † 330 v. Chr.) war ein Soldat des makedonischen Königs Alexanders des Großen.
Seine familiäre Herkunft ist unbekannt; häufig wird spekuliert, ob er identisch mit dem gleichnamigen Bruder des Antigonos Monophthalmos gewesen sein könnte. Demetrios war einer der sieben Leibwächter des Königs (somatophylax), bis er 330 v. Chr. im Zuge des Attentatsversuches des Dimnos als ein Verschworener des Philotas unter Verdacht geriet und von Alexander seines Postens enthoben wurde. Er hatte laut dem Alexanderhistoriker Curtius Rufus zu jenen Männern gehört, die Dimnos seinem jungen Liebhaber Nikomachos gegenüber als Beteiligte an dem Mordkomplott gegen den Makedonenkönig genannt hatte. Trotz einer energischen Verteidigung wurde Demetrios aufgrund einer weiteren belastenden Zeugenaussage zum Tod verurteilt und hingerichtet. Arrian bemerkte dazu, das einzige Verbrechen, das Demetrios begangen habe, sei gewesen, ein Freund des Philotas zu sein.
Sein Posten unter den Leibwächtern wurde danach an Ptolemaios vergeben.